# Улица Дружбы (Оренбург)
У́лица Дру́жбы — улица в Северном округе города Оренбурга на территории Дзержинского района. Расположена к северо-западу от Салмышской улицы и параллельно  улице Юных Ленинцев, в экологически чистом спальном районе.
Нумерация домов ведётся от пересечения улицы Дружбы с Брестской улицей.

## Происхождение названия
Улица Дружбы была названа в честь Фестиваля дружбы народов социалистических стран, участвовавших в строительстве газопровода «Оренбург — Западная граница СССР». О этом свидетельствует памятная гранитная плита, расположенная на фасаде жилого дома № 2 на улице Дружбы (дом, с которой начинается улица).

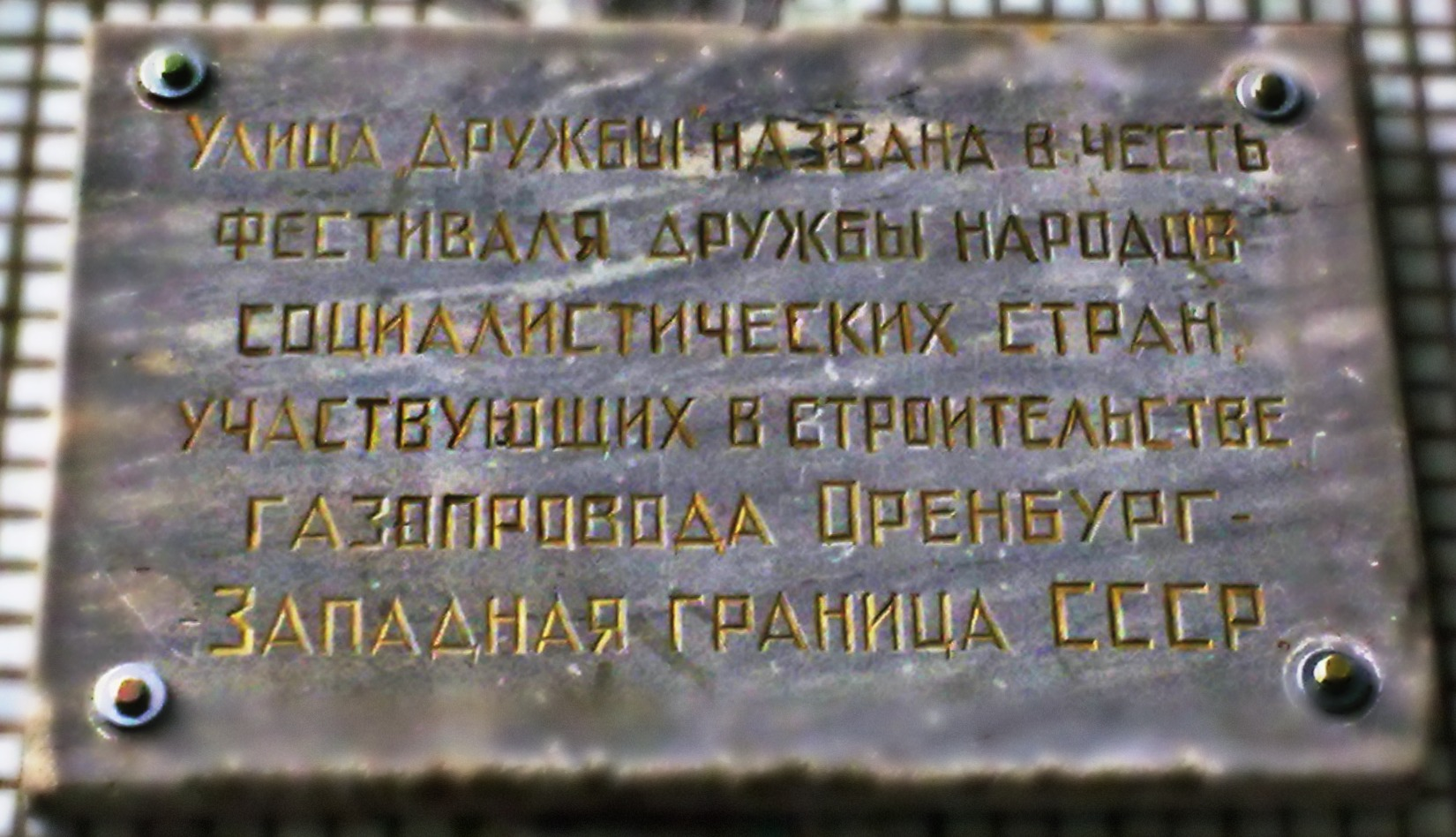
Памятная гранитная плита о истории названия улицы Дружбы

## Примечательные здания и сооружения

### На четной стороне улицы
Образовательные учреждения:
- МДОУ «Детский сад общеразвивающего вида с приоритетным осуществлением деятельности по познавательно-речевому развитию детей № 6» (улица Дружбы, д. 14/1);
- МДОУ «Детский сад общеразвивающего вида с приоритетным осуществлением деятельности по художественно-эстетическому развитию детей № 114» (улица Дружбы, д. 12/1).

Крупные торговые учреждения:
- ТЦ «Дружба» (улица Дружбы, д. 16).

### На нечётной стороне улицы
Образовательные учреждения:
- МДОУ «Детский сад общеразвивающего вида с приоритетным осуществлением деятельности по познавательно-речевому развитию детей № 175» (улица Дружбы, д. 13/1);
- МОАУ «Лицей № 4» (улица Дружбы, д. 7/2).

Другие объекты:
- Отделение связи «Центральный МРУС» (улица Дружбы, д. 11).

## Транспорт
До (от) улицы Дружбы можно добраться на общественном транспорте:
- ост. «Лицей № 4» и «Торговый центр „Дружба“» на улице Дружбы: маршруты 17, 67;
- ост. «Улица Дружбы» на Брестской улице: маршруты 17, 33, 41, 18с, 24т, 28, 49т, 51, 52, 32, 38, 67;
- ост. «Северная» и «Магазин „Уют“» на улице Родимцева: маршруты 12, 33, 40, 41, 18с, 24т, 28, 49т, 51, 52, 32, 38, 62, 67;
- ост. «Микрохирургия» на Салмышской улице: маршруты 17, 33, 41, 24т, 57т, 32, 59, 65.